# Boxer (periodico)
Boxer (sottotitolo: "costa come un grattaevinci e vi prende per il culo lo stesso") è stata una rivista satirica italiana, nata come supplemento de il manifesto il 22 marzo 1997 e uscita fino al 1998.

## Storia
Suo direttore fu Vauro. Vi collaborarono, tra gli altri, Vincino, Jiga Melik, Antonio Albanese, David Riondino, Riccardo Mannelli, Domenico Starnone, Stefano Disegni, Francesco Tullio Altan, Sergio Staino, Gipi, Jacopo Fo, Roberto Perini, Primo Greganti, Luis Sepúlveda, Pietrangelo Buttafuoco, Gigi Piras. Fu spesso al centro di polemiche, tra le quali si ricorda quella con lo stesso direttore del "Manifesto" Valentino Parlato, nata da una copertina dedicata a l'Unità